# Een pelikaan op straat
Een pelikaan op straat is een Nederlands kinderboek uit 1992 geschreven door Anton van der Kolk.

## Samenvatting
Het boek vertelt over Marita, een zesjarig meisje dat vanuit het Herteneiland in Costa Rica met haar moeder naar Nederland verhuist om bij Erik te gaan wonen. Op het Herteneiland is geen elektriciteit, geen stromend water. Er zijn geen auto's, waardoor Marita in korte tijd heel veel nieuwe dingen ontdekt. Bovendien krijgt ze een nieuwe vader. In het boek wordt duidelijk dat de aanpassing aan de nieuwe wereld voor haar soepeler verloopt dan voor haar moeder Angela.  

## Prijs
Een pelikaan op straat werd bekroond met de Jenny Smelik-IBBY-prijs. In het juryrapport wordt 'de luchtige, vrolijke, met veel humor doorspekte schrijfstijl' geprezen. 

## Wetenswaardigheden
- Er verschenen nog twee boeken over Marita: De dikke danseres en Een beetje indiaan. De drie boeken werden in 2003 gebundeld onder de titel De grote reis van Marita.